# Mount-William-Nationalpark
Der Mount-William-Nationalpark (engl.: Mount William National Park) ist ein Nationalpark im Nordosten des australischen Bundesstaates Tasmanien. Er liegt 17 km östlich von Gladstone.
Der Nationalpark ist durch seine langen, einsamen Sandstrände und niedrige Gebirgskämme geprägt. Er spielt eine wichtige Rolle bei der Erhaltung der Küstenheidelandschaft und der Hartlaubvegetation. Die Heidebestände dominieren dabei auf den ärmeren Böden. Der höchste Punkt ist Mount William mit 216 m.
Im Nationalpark befindet sich unter anderem die bei Touristen beliebte Bay of Fires.

## Pflanzenwelt
Der Park verfügt über eine vielfältige Pflanzenwelt. Hunderte von verschiedenen Arten wurden bisher festgestellt. Im Frühling und Sommer beeindrucken die Pflanzenbestände mit ihrem Blütenreichtum. Viele Pflanzen im Park sind auf regelmäßige Feuer für die Bestandsregeneration angewiesen. Die Sanddünen sind Lebensraum sukkulenter Kletterpflanzen und spezialisierter Gräser. Hinter den Dünen liegen z. T. zeitweise überschwemmte Bereiche und Myrtenheide-Sümpfe. Diese Biotope trocknen im Sommer aus und füllen sich dann in der feuchten Jahreszeit wieder mit Wasser. Verbreitet vorkommende Baumarten sind der Schwarze Eukalyptus (Eucalyptus amygdalina), Eucalyptus ovata und Banksien. Außerdem sind die auffälligen Grasbäume eine verbreitete Gehölzart im Nationalpark.

## Tierwelt
Der Nationalpark wurde 1973 zum Schutz des bedrohten Forester-Kängurus angelegt. Im Park kann man u. a. Rotnackenwallabys, Wombats und Rotbauchfilander beobachten. Auch der Tasmanische Teufel kommt im Gebiet vor, ist aber wegen seiner nächtlichen Lebensweise nicht einfach zu beobachten.
Etwa 100 Vogelarten wurden bisher im Park beobachtet, darunter der Goldflügel-Honigfresser (Phylidonyris pyrrhopterus), den Goldscheitel-Honigfresser (Gliciphila melanops), den Prachtstaffelschwanz (Malurus cyaneus), Streifen-Panthervogel (Pardalotus striatus) und der bekannte Jägerliest (Dacelo novaeguineae). Entlang der Küste sind außerdem Möwen, Seeschwalben, Tölpel und Albatrosse zu beobachten.